# José Saramago
José de Sousa Saramago (16 tháng 11 năm 1922 – 18 tháng 6 năm 2010) là nhà văn, nhà thơ Bồ Đào Nha đoạt giải Nobel Văn học năm 1998.

## Tiểu sử
José Saramago sinh ra trong một gia đình nông dân nghèo ở một làng nhỏ cách thủ đô Lisboa 100 km. Bố là lính pháo binh trong Chiến tranh thế giới thứ nhất, quyết định bỏ công việc đồng áng lên sống ở Lisboa. Những năm tiểu học, cậu là một học sinh giỏi: hoàn thành lớp ba và lớp bốn chỉ trong một năm. Khi lớn lên, vì không có khả năng tài chính Saramago phải vào học một trường kĩ thuật để trở thành thợ cơ khí. Học xong hai năm, Saramago làm việc cho một tiệm sửa chữa xe hơi, vào buổi tối, ông thường tới một thư viện công cộng ở Lisboa để đọc sách tự học thêm.
Năm 1944, José Saramago cưới vợ, chuyển sang làm việc ở cơ quan phúc lợi xã hội. Năm 1947, ông viết xong cuốn tiểu thuyết đầu tiên Viúva (Góa phụ) nhưng do yêu cầu nhà xuất bản đã đổi thành Terra do Pecado (Mảnh đất tội lỗi). Sau đó Saramago còn bắt tay viết thêm mấy tiểu thuyết, nhưng rồi ông hiểu ra rằng mình chưa có gì để nói với thế giới nên đã lặng lẽ biến khỏi văn đàn suốt 19 năm không ai để ý.
Vì các lý do chính trị, năm 1949 Saramago bị thất nghiệp nhưng nhờ lòng hảo tâm của một thầy giáo cũ ở trường kĩ thuật, ông tìm được việc làm ở công ty hợp kim. Sau đó ông chuyển sang làm việc với nhà xuất bản Estudios Cor. Đến năm 1966, ông xuất bản Os Poemas Possíveis (Chùm thơ có thể) đánh dấu sự trở lại của ông với văn chương. Năm 1969 ông vào Đảng Cộng sản Bồ Đào Nha. Năm 1970, ông xuất bản tập thơ Provavelmente Alegria (Có thể đây là niềm vui). Sau khi li dị năm 1970, ông có mối quan hệ với nhà văn Isabel Da Nóbrega. Năm 1971, ông rời nhà xuất bản, làm việc trong hai năm cho tờ báo buổi tối Diario de Lisboa. Năm 1975, Saramago xuất bản tập thơ O Ano de 1993 (Năm 1993) và tiểu thuyết Manual de Pintura e Caligrafia (Tài liệu về hội họa và thư pháp, 1978); tiếp đó ông liên tiếp cho ra đời các tập truyện và tiểu thuyết như Objecto Quase (Mục tiêu Quase, 1978), Đêm tối (1979), Que farei com este livro? (Tôi có thể làm gì với quyển sách này?, 1980)...
Năm 1988, ông kết hôn với nhà báo Pilar Del Rio. Năm 1993, ông bắt đầu viết hồi ký gồm năm tập. Năm 1995, ông được trao giải Camoes. Năm 1998 ông được trao giải Nobel Văn học, cho đến nay là người Bồ Đào Nha duy nhất được nhận giải thưởng này. Năm 2000 Saramago hoàn thành tiểu thuyết A Caverna (Hang động), là cuốn cuối cùng trong bộ ba tiểu thuyết – 2 cuốn đã xuất bản là Ensaio sobre a Cegueira (Mù lòa, 1995) và Todos os nomes (Mọi cái tên, 1997).
Sáng tác của Saramago đa dạng và đầy mâu thuẫn. Tiểu thuyết Phúc âm theo Jesus Christ (1991) bị nhà thờ Cơ đốc giáo buộc tội "coi thường sự thật lịch sử và xuyên tạc các nhân vật chính trong Tân ước" nhưng lại được tái bản hơn hai chục lần trong nước và được dịch ra 25 thứ tiếng nước ngoài.
Một trí thức tự học, gắn bó với văn chương từ trẻ nhưng phải đến sáu chục tuổi mới được thừa nhận, Saramago thường cay đắng nói: "Lên sao Hỏa còn dễ hơn là gọi được cửa trái tim của những kẻ cùng thời". Tuy vậy, giải Nobel có vẻ đã phủ nhận suy nghĩ bi quan này.

## Tác phẩm
- Terra do Pecado (Mảnh đất tội lỗi, 1947), tiểu thuyết
- Os Poemas Possíveis (Chùm thơ có thể, 1966), thơ
- Provavelmente Alegria (Có thể đây là niềm vui, 1970), thơ
- O Ano de 1993 (Năm 1993, 1975), thơ
- Notas (Ghi chép, 1975), tiểu thuyết
- Objecto Quase (Mục tiêu Quase, 1978), truyện ngắn
- Manual de Pintura e Caligrafia (Tài liệu về hội họa và thư pháp, 1977), tiểu thuyết
- Que farei com este livro? (Tôi sẽ làm gì với cuốn sách này?, 1980), kịch
- Levantado do Chão (Đứng lên từ cát bụi, 1979), tiểu thuyết
- Memorial do Convento (Hồi ức về tu viện, 1982), tiểu thuyết
- O Ano da Morte de Ricardo Reis (Năm Ricardo Reis qua đời, 1984), tiểu thuyết
- A Jangada de Pedra (Chiếc bè đá, 1986), tiểu thuyết
- A segunda vida de Francisco de Assis (Cuộc đời thứ hai của Francis Assisi, 1987), kịch
- História do Cerco de Lisboa (Lịch sử cuộc phong tỏa Lisboa, 1989), tiểu thuyết
- O Evangelho Segundo Jesus Cristo (Phúc âm theo Jesus Christ, 1991), tiểu thuyết
- In Nomine Dei (1993), kịch
- Ensaio sobre a Cegueira (Mù lòa, 1995), tiểu thuyết
- Todos os Nomes (Mọi cái tên, 1997), tiểu thuyết
- A Caverna (Hang động, 2000), tiểu thuyết
- A Maior Flor do Mundo (2001)
- O Homem Duplicado (2002) tiểu thuyết
- Ensaio sobre a Lucidez (2004) tiểu thuyết
- Don Giovanni ou O Dissoluto Absolvido (2005)
- As Intermitências da Morte (2005) tiểu thuyết
- As Pequenas Memórias (2006) tự truyện
- A Viagem do Elefante (2008) tiểu thuyết
- Caim (2009) tiểu thuyết